# Comment nous étions
Comment nous étions est un épisode de la série télévisée d'animation Les Simpson. Il s'agit du quatrième épisode de la trente-troisième saison et du 710e de la série.

## Synopsis
Evergreen Terrace est envahi par la circulation et Moe doit faire un choix fatal.

## Réception
Lors de sa première diffusion, l'épisode a attiré 1,51 million de téléspectateurs.